# Né quelque part (film)
Pour les articles homonymes, voir Né quelque part.
Pour plus de détails, voir Fiche technique et Distribution.
Né quelque part est un film de comédie dramatique réalisé par le franco-algérien Mohamed Hamidi et sorti le 19 juin 2013.

## Synopsis
Farid, jeune Français de 26 ans dont les parents sont originaires d’Algérie, doit retourner dans le village de son père pour régler un problème administratif : son père, malade, veut en effet éviter que sa maison d'enfance ne soit démolie. D’abord fermé à un monde qu’il ne connaît pas, Farid tombe petit à petit sous le charme de la galerie de personnages de son village, dont la simplicité et la chaleur vont profondément le toucher. Ce voyage sera pour Farid une aventure pleine d’humour et d’humanité, une expérience qui va totalement chambouler l’image qu’il s’était fait de sa famille et l’amener à porter un nouveau regard sur sa propre identité.

## Fiche technique
- Titre : Né quelque part
- Réalisation : Mohamed Hamidi
- Scénario : Mohamed Hamidi et Alain-Michel Blanc
- Direction artistique : Arnaud Roth
- Décors :
- Costumes : Hadjira Ben-Rahou
- Photographie : Alex Lamarque
- Son : Pierre Excoffier
- Montage : Marion Monnier
- Musique : Armand Amar
- Production : Jamel Debbouze, Nicolas Duval Adassovsky, Yann Zenou, Laurent Zeitoun
- Sociétés de production : Kissfilms et Quad Films
- Société(s) de distribution :  Mars Films Distribution /  Wild Bunch Distribution
- Budget :
- Pays d’origine :  France,  Algérie
- Langues originales : français et arabe
- Format : couleur
- Genre : comédie dramatique
- Durée : 87 minutes
- Dates de sortie : 
  - France : 19 juin 2013

## Distribution
- Tewfik Jallab : Farid Hadji
- Jamel Debbouze : le cousin nommé aussi Farid Hadji
- Abdelkader Secteur : Secteur, le patron du café Secteur
- Malik Bentalha : Kikim, le frère de Farid
- Julie de Bona : Audrey, la petite amie avocate de Farid
- Mourad Zaoui : Moustapha, le mécanicien
- Zineb Obeid : Samira, la belle algérienne promise à Farid
- Fatsah Bouyahmed : Fatah, le « réceptionniste » du café Secteur
- Mélèze Bouzid : Sonia, la sœur de Farid
- Mohammed Majd : Hadj
- Fehd Benchemsi : Nordine
- Miloud Khetib : Hame Brahim, l'oncle
- Farida Rahouadj : Zohra
- Alban Ivanov : un jeune

## Production
Mohamed Hamidi écrit une première version de l'histoire en 2005, avant de retourner lui-même en Algérie pour des raisons personnelles, puis il ne reprend son texte qu'en 2010 après l'avoir fait lire à Jamel Debbouze. Il décide alors de développer un scénario et, pour le coécrire, il fait appel à Alain-Michel Blanc, dont il a beaucoup aimé le travail sur Va, vis et deviens.
Bien que l'histoire se situe en Algérie, le film a été tourné au Maroc.

## Récompenses et distinctions

### Sélections
- Festival de Cannes 2013 : sélection hors compétition « Séances spéciales »
- Festival d'Haïfa 2013 : sélection hors compétition